# Maniobra de Semont
La maniobra de Sermont es una técnica de posicionamiento del paciente, que permite aliviar el vértigo posicional paroxístico benigno. Esta maniobra tiene por finalidad provocar el reposicionamiento de los otolitos u otoconias que se encuentran flotando en el canal semicircular posterior, para que vuelvan a su posición normal que es en el utrículo.

## Definición
También conocida como maniobra de liberación, se encuentra basada en la teoría de cupulolitiasis, y consiste en liberar los otolítos de la cúpula y facilitar su migración por el conducto semicircular hasta la cruz común
La maniobra de Semont, utilizada en conjunto con la maniobra de Epley, es una serie de ejercicios que se usan para tratar el vértigo posicional paroxístico benigno (BPPV, por sus siglas en inglés).
Se hace con la ayuda de un médico, enfermera o fisioterapeuta. Una sola sesión de 10 a 15 minutos suele ser suficiente.
El movimiento de la cabeza del paciente hacia diferentes posiciones, provoca que los residuos de carbonato de calcio que flotan en la endolinfa del laberinto óseo del oído interno, salgan del conducto semicircular y pasen a una zona donde ya no provocan síntomas.

## Realización de la maniobra
- Paso 1: Paciente sentado con los pies colgando a un lado de la camilla con la cabeza rotada a 45 grados hacia el oído NO afectado
- Paso 2: Rápidamente cambiar a posición de decúbito lateral hacia el lado afectado dejando el oído afectado hacia abajo (1 minuto)
- Paso 3: Se lleva rápidamente al paciente hacia el lado contrario descansando sobre el oído contralateral sin perder la rotación(1 minuto)
- Paso 4: Posición inicial[1]

## Manejo del paciente posterior al tratamiento
1. Esperar 10 minutos después de la maniobra antes de ir a casa:
- El paciente debe evitar "movimientos rápidos de la cabeza", puede haber breves explosiones de vértigo hasta que los fragmentos se colocan de nuevo inmediatamente después de la maniobra
- No conducir para volver a su hogar

2. Dormir semitumbado durante las dos noches siguientes:
- Esto significa dormir sentado con la cabeza a medio camino entre la horizontal y la vertical ( un ángulo de 45°)
- Durante el día, intentar mantener la cabeza vertical. No se debe ir a la peluquería o hacerse un trabajo de odontología. Ningún ejercicio que requiera movimiento de cabeza.
- Cuando los hombres se afeitan debajo de la barbilla se deben inclinar hacia delante al mismo tiempo que levantan la barbilla para mantener su cabeza vertical.

3. Durante por lo menos una semana, evitar las posiciones que puedan provocar un vértigo:
- Utilizar dos almohadas para dormir
- Evitar dormir en el lado "malo"
- No girar, ni levantar la cabeza
- Tener cuidado para evitar la posición de extensión de la cabeza, el decúbito y los movimientos de rotación del lado afectado
- No comenzar a hacer los ejercicios de Brandt-Draroff inmediatamente o dos días después de la maniobra de Epley o de Semont

4. Una semana después del tratamiento, empezar con mucho cuidado a ponerse en la posición que generalmente produce el vértigo.

## Pronóstico
Las maniobras de Epley y de Semont pueden mejorar o curar el vértigo posicional paroxístico benigno (BPPV) con un solo tratamiento. Algunas personas necesitan tratamientos múltiples.

### Eficacia
El procedimiento de Epley es seguro y funciona bien para tratar el vértigo posicional paroxístico benigno (BPPV, por sus siglas en inglés).
La maniobra de Semont puede funcionar para detener los síntomas de BPPV. Pero la evidencia no es tan buena como lo es para el procedimiento de Epley

### Riesgos
Estas maniobras no deberían hacerse en personas con problemas o lesiones de espalda o de columna.
A veces, la maniobra puede hacer desplazar los residuos de un conducto auditivo interno a otro. Esto puede causar una clase distinta de vértigo.